# Реакция на Каницаро
Реакция на Каницаро е окислително-редукционна химична реакция тип - диспропорциониране (дисмутация). Кръстена е откривателя ѝ Станислао Каницаро. Индуцира се от OH- - аниони. В нея участват алдехиди, като формалдехид, бензалдехид и др. При тях няма нито е една C-H връзка на алфа позиция (спрямо алдехидната група). Под действие на концентрирана алкална основа (KOH или NaOH) в алкохолен разтвор тези алдехиди дават алкохол и киселина.
Реакцията е диспропорциониране, защото карбонилният C-атом едновременно намалява и повишава своята степен на окисление.
Каницаро пръв успява да осъществи трансформацията през 1853. Тогава той получава бензилов алкохол и натриев бензоат при реакция на бензалдехид и натриев карбонат. По-често реакцията се извършва с натриева (NaOH) или калиева основа (KOH):
2 C6H5CHO + KOH → C6H5CH2OH + C6H5CO2K
Продуктите на окислението е натриева или калиева сол на карбоксилната киселина, а продукт на редукцията е алкохол.

## Механизъм
Според механизма, предложен от L. Р. Hammett киселината се образува чрез нуклеофилно присъединяване на ОН- към карбонилната група и след това отделяне на хидриден анион :Н-. Той се присъединява към друга молекула алдехид също нуклеофилно.
Реакцията включва нуклеофилна ацилна субституция на алдехида. Напускащата група конкурентно атакува следващия алдехид при втория етап на реакцията. Първо хидроксидът атакува карбонилът.  Полученият тетраедрален междинен продукт колапсира, реформирайки карбонила и пренася хидридът така че да атакува следващия карбонил. При последната стъпка на реакцията е киселината и алкоксидния йон обменят протон.
При висока алкалност на средата алдехидът първо образува двойно зареден андион от когото впоследствие хидридният йон ще се трансформира до втората молекула на алдехида за да образува карбоксилата и алкоксидния йон. Впоследствие алкоксидния йон изисква протон от разтворителя.